# Црес
Црес (хорв. Cres, итал. Cherso, лат. Crepsa) — остров в Адриатическом море, в северной части Хорватии, возле далматинского побережья в заливе Кварнер. На острове расположен одноимённый город.

## Общие сведения

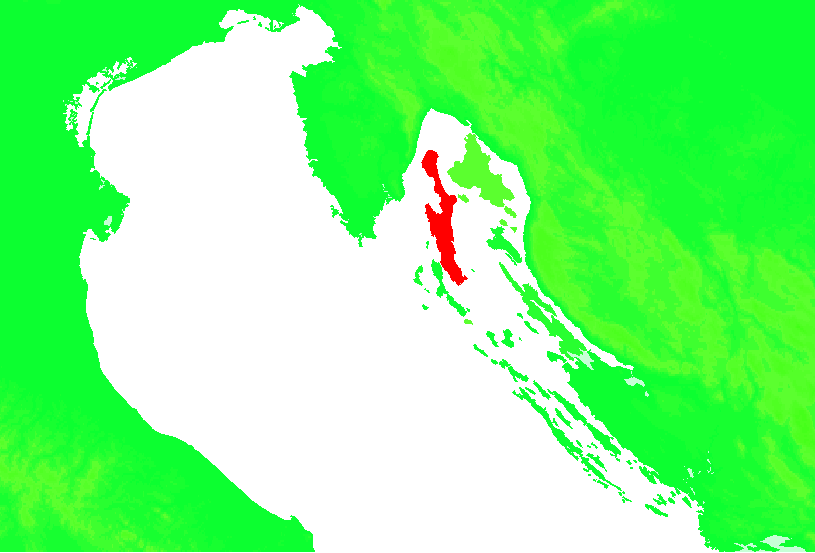
Карта острова Црес

Црес — один из двух крупнейших хорватских островов наряду с островом Крк. Трудность в определении самого большого острова связана с тем, что острова Црес и Крк имеют почти одинаковую площадь (~405 км²), которую крайне сложно точно измерить из за чрезвычайно изрезанной береговой линии, которая к тому же постоянно меняет очертания. Центральное бюро статистики Хорватии приводит для обоих островов одинаковую площадь — 405,78 км². Длина Цреса — 66 км, ширина — от 2 до 12 км. Остров сильно вытянут с севера на юг. Самая высокая вершина — г. Горице (639 м).
Население острова — 3184 человек (2001), более 90 % населения проживают в городе Црес. Остров Црес расположен в заливе Кварнер, неподалёку от полуострова Истрия и островов Крк, Раб и Паг. Связан регулярными паромными переправами с полуостровом Истрия (Брестова — Порозина), с островом Крк (Валбиска-Мераг), а также подъёмным мостом с островом Лошинь, с которым некогда Црес составлял один остров, но от которого был отделён искусственным каналом шириной 11 метров.
Самые большие населённые пункты — города Црес (население — 2959 человек), Осор и Мераг. Город Црес расположен в центральной части острова, на западном берегу.
Остров Црес, как и многие острова Адриатики, привлекает ежегодно большое количество туристов.

## Природа

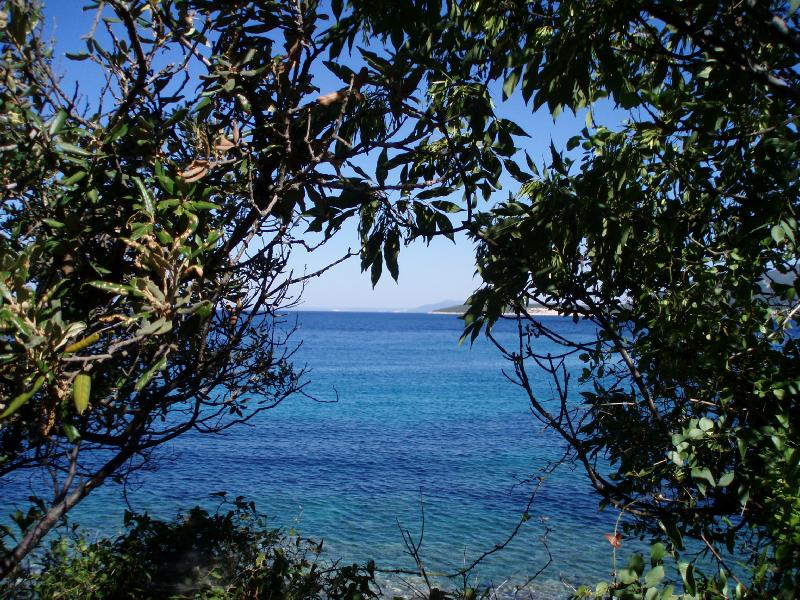
Пляж в Стиван на острове Црес

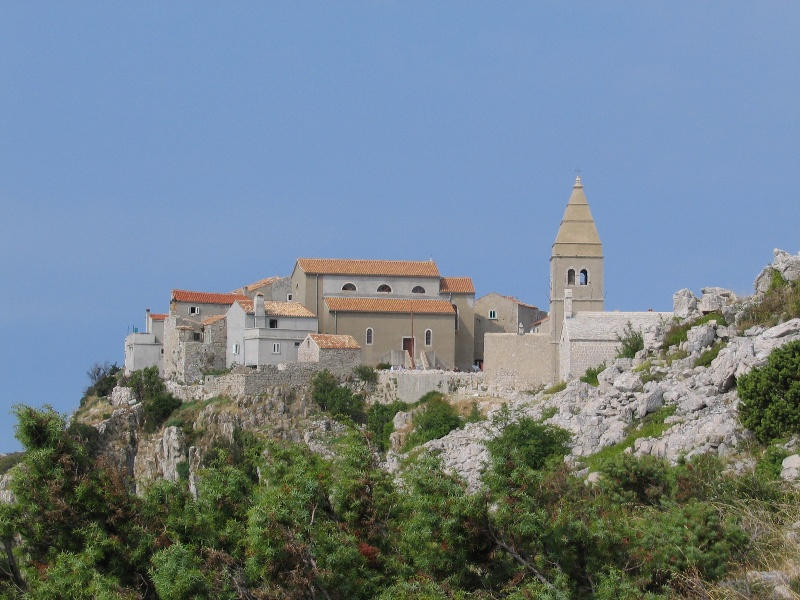
Лубенице

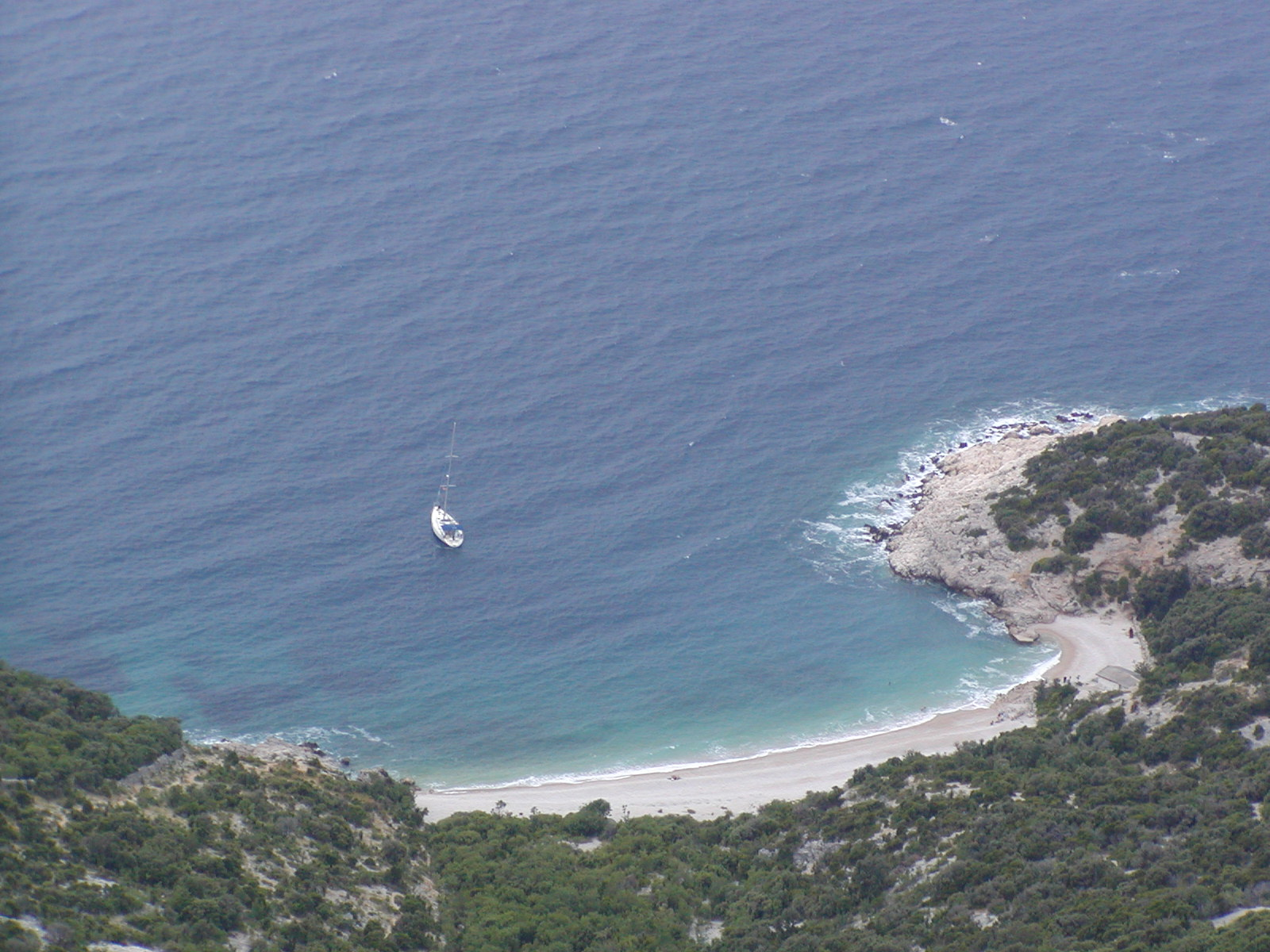
Пляж в Лубенице на острове Црес

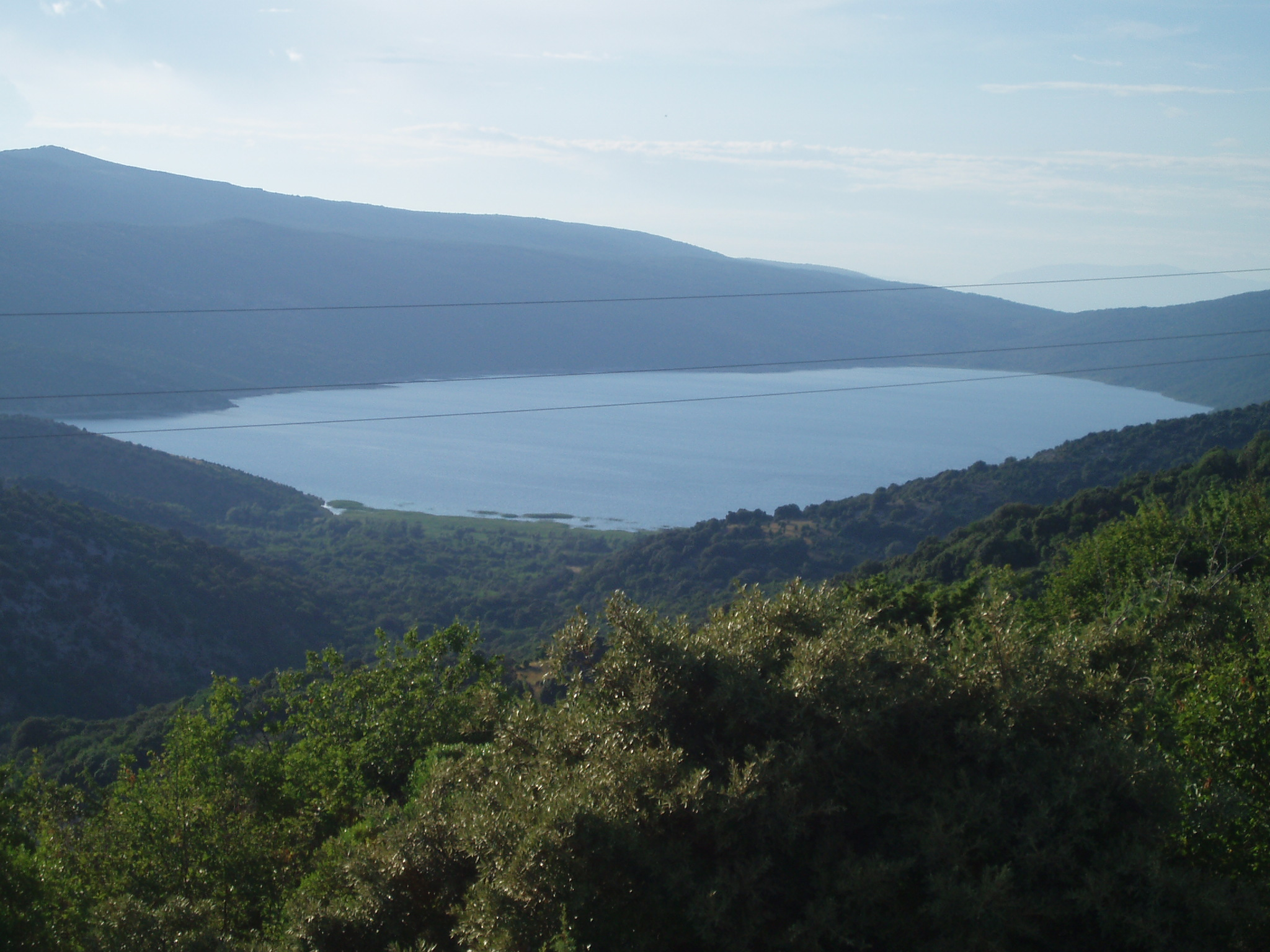
Вранско озеро (Vransko jezero)

Северная часть Цреса в значительной мере покрыта лесами — широко представлены дуб, граб, вяз. В южной части острова лесов мало, значительную часть территории занимают пастбища. Необычайное разнообразие флоры и фауны на острове делает его объектом интереса ученых-натуралистов и любителей природы. Црес — одно из крайне немногочисленных мест в Европе, где обитает редкая птица — белоголовый сип. Эта птица является неофициальным символом острова.

## Достопримечательности
- Црес — крупнейший город острова с богатой историей. Тройные ворота на входе в старый город. Здание городского совета (XVI век), в котором сейчас размещен музей Лапидариум. В числе экспонатов — древнеримские артефакты и Валунска плита — один из древнейших памятников глаголической письменности. Во дворце Арсан-Патрис (XV век) расположен городской музей с экспозицией археологических находок. Францисканский и бенедиктинский монастыри — в последнем расположена постоянная выставка старинной живописи.
- Вранское озеро (Vransko jezero). В центре острова возле деревни Врана расположено большое и живописное пресноводное озеро глубиной около 70 метров. Служит важным источником пресной воды для жителей Цреса и близлежащих островов.
- Лубенице — одно из первых поселений острова. Построено на скале, расположенной на высоте почти 400 м над уровнем моря. На городской площади — церковь св. Антония (XV век). Летом — регулярные концерты классической музыки.
- Осор — город, расположенный на юге острова, в Средние века город был важным торговым портом Адриатики. На центральной площади — дворец епископа и собор(оба строения — XV век). Известен также ежегодным фестивалем классической музыки.

## Известные люди
- Патрици, Франческо (1529-1597), философ
- Франческо Салата (1876-1944), историк, итальянский сенатор